# دوري غواتيمالا لكرة القدم
دوري غواتيمالا لكرة القدم هو الدوري الوطني لكرة القدم في غواتيمالا، .البطل الحالي هو نادي كونيكيشيونز.